# Дрок, Константин Леонидович
Константин Леонидович Дрок (укр. Кость Леонідович Дрок; род. 22 апреля 1919, Луганск - 22 мая 1996, Киев) — украинский поэт.
Детство и юношеские годы прошли на Днепропетровщине, где его мать работала сельской учительницей. В 1938 году поступил на филологический факультет Днепропетровского университета. С первых дней Великой Отечественной войны ушёл на фронт. Член КПСС с 1944 года. Закончил войну в Берлине. После войны работал журналистом на Днепропетровщине, затем в Ужгороде и Львове. Награждён орденом Отечественной войны второй степени и медалями. Состоял в Союзе писателей СССР.
Писал и печатал стихи со студенческих лет. В 1948 году вышла первая книга стихов. Работал также в области поэтического перевода, писал прозу.